# مایشلباخ ان در بیلتس
مایشلباخ ان در بیلتس (به آلمانی: Michelbach an der Bilz) یک شهر در آلمان است که در Schwäbisch Hall واقع شده‌است.